# Angraecum coriaceum
Angraecum coriaceum är en orkidéart som först beskrevs av Carl Peter Thunberg och Olof Swartz, och fick sitt nu gällande namn av Rudolf Schlechter. Angraecum coriaceum ingår i släktet Angraecum och familjen orkidéer.
Artens utbredningsområde är Madagaskar. Inga underarter finns listade i Catalogue of Life.